# Segona categoria del Campionat de Catalunya de futbol 1915-1916
Resultats de la lliga de Segona categoria del Campionat de Catalunya de futbol 1915-1916.

## Sistema de competició
La competició, anomenada Segona Categoria, va ser disputada en diversos campionats, com foren el Campionat de Barcelona, el Campionat del Litoral, el Campionat del Vallès i el Campionat del Baix Llobregat. La informació apareguda a la premsa de l'època era molt minsa, gairebé sense resultats i amb informació poc clara sobre les regles de competició.

## Resultats
- Campionat de Barcelona: Hi participaren els clubs: Centre de Sports Martinenc, Sarrià SC, Català SC, Universal FC, CE Europa, Argós FC, CE Júpiter, Agrupació Deportiva Canigó, New Catalònia FBC, Centre de Sports de Sants, FC Martinenc i FC Andreuenc.[1] El CE Europa es proclamà campió de Barcelona.[2]

- Campionat del Litoral: Hi participaren clubs l'Esbart de Vilassar o l'Iluro SC de Mataró, que fou campió.[3]

- Campionat del Vallès: En fou campió el Terrassa FC.[4]

- Campionat del Baix Llobregat: Hi participaren equips com el FC Santboià o el CD Colònia Sedó, que en fou campió.[5]

A final de temporada es disputaren les eliminatòries per decidir el club campió de segona lliga.
Els millors clubs dels campionats de Barcelona i Litoral s'enfrontaren en una ronda de semifinals molt poc documentada a la premsa de l'època. Alguns partits foren els següents. El dia 11 de juny de 1916 s'enfrontaren al camp del Barcelona el Català SC i FC Barcino, amb resultat desconegut. El 25 de juny havien de jugar al camp del Barcelona Iluro SC i CE Europa, però l'Iluro cedí els punts. El 2 de juliol l'Iluro SC cedí els punts al CE Júpiter, disputant-se un encontre amistós que guanyà el club de Mataró per 5-0.
En el partit decisiu el CE Europa vencé el Barcino per proclamar-se camió de Barcelona de segona categoria.
| CE Europa | 4-1 | FC Barcino |
| --------- | --- | ---------- |
|           |     |            |

Una setmana més tard la premsa anuncia el partit final del campionat de segona categoria. El FC Terrassa (campió del Vallès) derrotà el CE Europa (campió de Barcelona). L'Europa abandonà el camp abans que acabés el partit.
| FC Terrassa | 5-2 | CE Europa |
| ----------- | --- | --------- |
|             |     |           |

Posteriorment es disputa la final del campionat del Baix Llobregat entre Santboià i Colònia Sedó.
| CD Colònia Sedó | 1-0 | FC Santboià |
| --------------- | --- | ----------- |
|                 |     |             |

 Camp del FC Barcelona, Barcelona
El dia 30 de juliol s'anuncia, per segona vegada, la final del Campionat de Catalunya de Segona Categoria, entre el recent campió del Baix Llobregat i el Terrassa.
| FC Terrassa | 1-0 | CD Colònia Sedó |
| ----------- | --- | --------------- |
| Torrella    |     |                 |

El FC Terrassa es proclamà campió de Catalunya de Segona Categoria i es classificà per disputar la promoció d'ascens.

## Promoció d'ascens
FC Terrassa i FC Internacional van disputar la promoció per la darrera plaça a primera categoria la temporada següent. El Terrassa guanyà el primer partit, i l'Inter el segon. En el partit de desempat guanyà el conjunt de Sants, mantenint la categoria a Primera.
| FC Internacional | 1-4 | FC Terrassa |
| ---------------- | --- | ----------- |
|                  |     |             |

| FC Internacional | 2-1 | FC Terrassa |
| ---------------- | --- | ----------- |
|                  |     |             |

 Camp del Sabadell, Sabadell
| FC Internacional | 2-1 | FC Terrassa |
| ---------------- | --- | ----------- |
| Ventura · Solà   |     | Pallarès    |